# Margaritiferidae
Margaritiferidae је породица средњих слатководних шкољки, водени мекушаци из реда Unionoida. Они су познати као слатководне бисерне шкољке, јер унутрашњост љуске ових врста има дебео слој седефа, те су стога у стању да произведу бисере.

## Родови
- Cumberlandia Ortmann, 1912. Од 2014 овај род је пребачен у род Margaritifera, а једина врста Cumberlandia monodonta преименована је у врсту Margaritifera monodonta[3]
- Margaritifera Schumacher, 1815
- Pseudunio Haas, 1910Од 2014 овај род је пребачен у род Margaritifera.[4]
- Ptychorhynchus Simpson, 1900
- Heudeana Frierson, 1922. Од 2014 овај род је пребачен у род Ptychorhynchus.[5]
- Margaritanopsis Haas, 1910. Од 2014 овај род је пребачен у род Margaritifera.[6]
- Shepmania - нема података
- Ctenodesma Simpson, 1900